# Bathymyrus smithi
Bathymyrus smithi és una espècie de peix pertanyent a la família dels còngrids.

## Descripció
- Pot arribar a fer 58 cm de llargària màxima.
- Nombre de vèrtebres: 150-155.
- És marró grisenc amb el ventre més clar.
- Les aletes tenen puntes de color negre.[4][5]

## Hàbitat
És un peix marí i batidemersal que viu entre 470 i 490 m de fondària.

## Distribució geogràfica
Es troba a Indonèsia i Moçambic.

## Observacions
És inofensiu per als humans.